# Hysterodus bloetei
Hysterodus bloetei är en insektsart som beskrevs av Dlabola 1992. Hysterodus bloetei ingår i släktet Hysterodus och familjen sköldstritar.
Artens utbredningsområde är Spanien. Inga underarter finns listade i Catalogue of Life.